# Wody archipelagowe
Wody archipelagowe – jedna z trzech kategorii wód terytorialnych, wprowadzona przez prawo morza, stanowiące wraz z obszarem podziemnym pod wodami archipelagowymi i przestrzenią powietrzną ponad nimi część terytorium państwa nadbrzeżnego.

## Podstawy prawne
Kategorię wód archipelagowych ustanowiono w Konwencji Narodów Zjednoczonych o prawie morza z 10 grudnia 1982 r., podpisanej w Montego Bay na Jamajce. Konwencja weszła w życie 16 listopada 1994. Jej stronami jest obecnie (marzec 2011) 161 państw, w tym Polska i wszystkie kraje nadbałtyckie. Status wód archipelagowych określa część IV tej konwencji.

## Delimitacja wód archipelagowych
Wody archipelagowe mogą ustanowić tylko państwa archipelagowe, tj. państwa w całości składające się z archipelagów lub wysp (art. 46 konwencji jamajskiej). Zewnętrzną granicą wód archipelagowych jest archipelagowa linia podstawowa, która łączy liniami prostymi najbardziej wysunięte w morze punkty najdalej położonych wysp (art. 47). Przy wyznaczaniu wód archipelagowych występują następujące ograniczenia:
1. proporcja powierzchni wód zamkniętych przez archipelagową linię podstawową do powierzchni lądu powinna wynosić pomiędzy 1:1 a 9:1;
2. długość odcinków łączących poszczególne wyspy może wynosić najwyżej 100 mil morskich, z tym że maksymalnie 3% ogólnej liczby tych odcinków może mieć długość pomiędzy 100 a 125 mil morskich;
3. archipelagowe linie podstawowe nie mogą odcinać morza terytorialnego innego państwa od jego wyłącznej strefy ekonomicznej lub morza otwartego.

## Status prawny
Na wodach archipelagowych państwu nadbrzeżnemu przysługuje suwerenność (art. 49), ograniczona prawem nieszkodliwego przepływu (art. 52) oraz prawem przejścia archipelagowymi szlakami morskimi (art. 53).
Prawo nieszkodliwego przepływu obowiązuje tak, jak na morzu terytorialnym, łącznie z możliwością jego czasowego zawieszenia przez państwo nadbrzeżne.
Prawo przejścia archipelagowym szlakiem morskim obejmuje prawo przepływu statków morskich oraz prawo przelotu statków powietrznych korytarzem powietrznym ponad tym szlakiem. Okręty podwodne nie mają obowiązku przepływać archipelagowym szlakiem morskim w wynurzeniu. Przepływ archipelagowym szlakiem morskim powinien być nieprzerwany, szybki i niezakłócony. Statek obowiązuje zakaz oddalania się więcej niż 25 mil morskich od linii osiowej szlaku oraz zakaz zbliżania się do wysp położonych w pobliżu szlaku na więcej niż 10% odległości pomiędzy nimi a linią osiową szlaku.
Państwo nadbrzeżne nie może zawiesić prawa przejścia archipelagowymi szlakami morskimi. Do jego kompetencji należy jednak wyznaczanie przebiegu morskiego szlaku archipelagowego. W wypadku braku ich wyznaczenia obowiązują trasy morskie normalnie używane do żeglugi międzynarodowej.
W 2009 r. 20 państw rościło status państwa archipelagowego, z których 13 ustanowiło wody archipelagowe. Do państw archipelagowych należą m.in. Indonezja, Filipiny, Papua-Nowa Gwinea, Fidżi, Malediwy, Bahamy. Nie należy do tej grupy szereg państw położonych na wyspach jak Japonia, Wielka Brytania, Nowa Zelandia i inne państwa, które nie spełniają kryteriów Konwencji Narodów Zjednoczonych o prawie morza z 10 grudnia 1982 r. (głównie kryterium proporcji powierzchni wód zamkniętych przez archipelagową linię podstawową do powierzchni lądu).